# Неделя моды в Мадриде

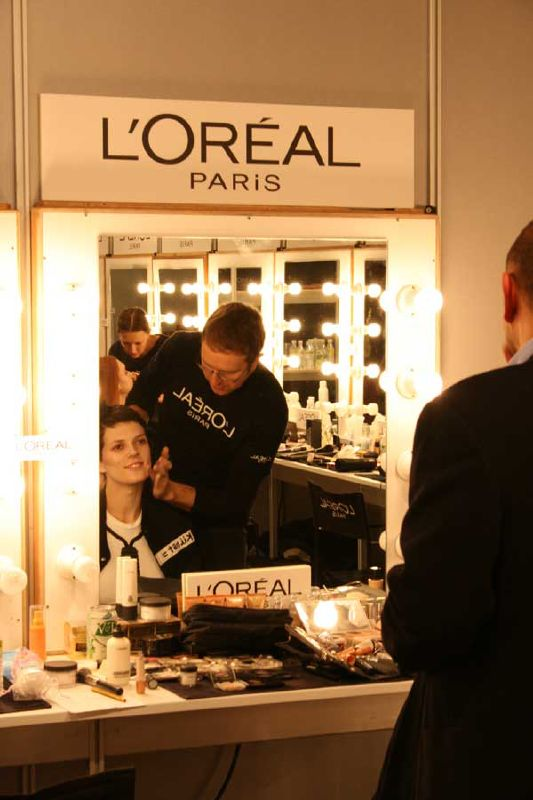
За кулисами Недели моды Cibeles в Мадриде.

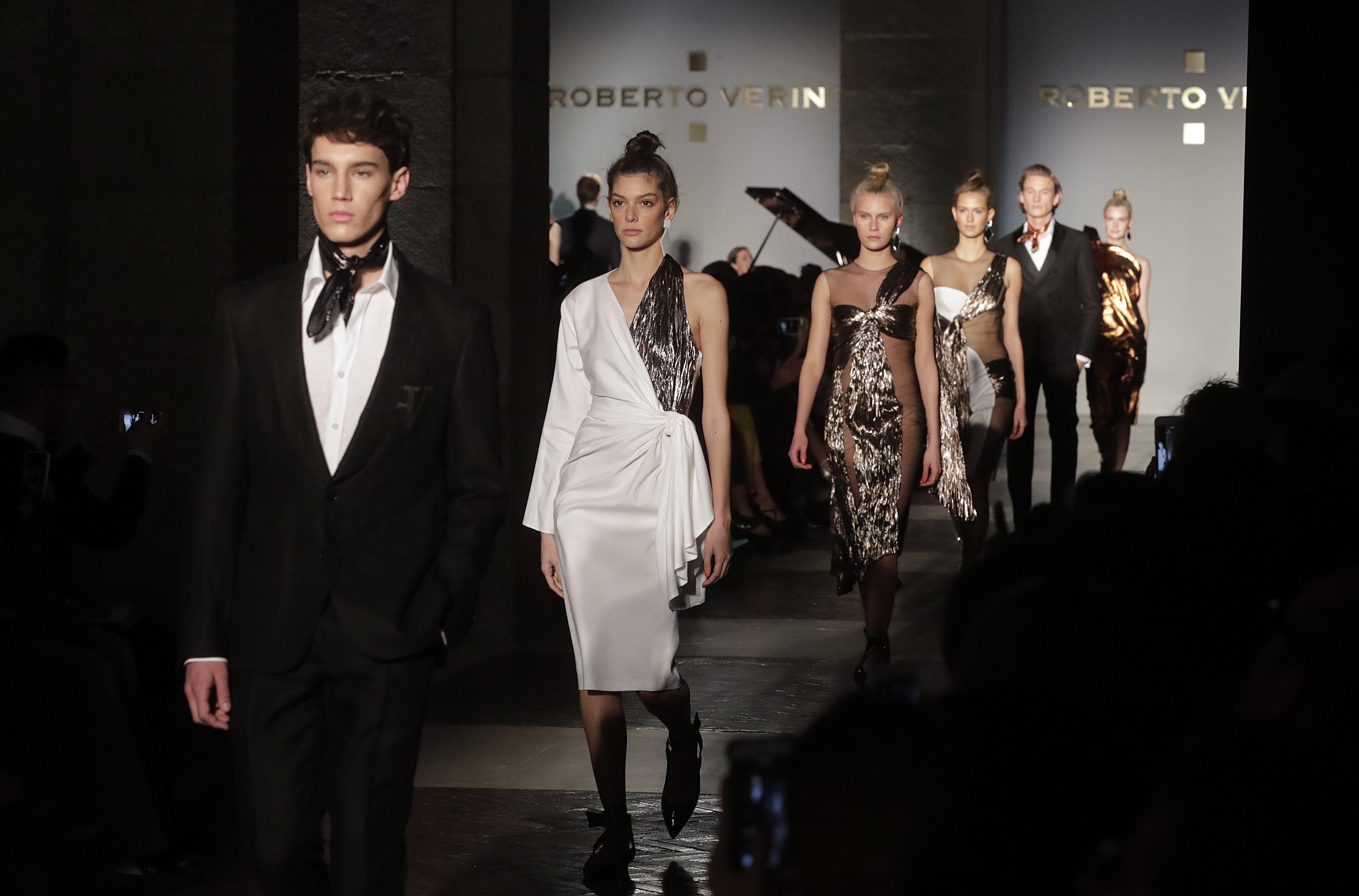
Неделя моды Mercedes-Benz в Мадриде 2017.

Неделя моды в Мадриде (англ. Mercedes-Benz Fashion Week Madrid, Pasarela Cibeles до 2008 года или Cibeles Madrid Fashion Week до 2012 года) является основной платформой для продвижения моды в Испании. Проводится в Мадриде, зачастую проводится два раза в год, в сентябре 2008 года состоялся её выпуск № 48. Выпуск № 49, который длился две недели, прошёл в феврале 2009 года. Мероприятие организует ярмарка IFEMA в Мадриде. В выпуске, организованном 18 сентября 2009 года, отмечалось 50-летие бывшей Pasarela Cibeles.
Среди заметных посетителей MBFWM — герцогиня Альба, светская львица и фигура таблоидов Кармен Ломана, французская светская львица Беатрис Д’Орлеанс, русская модель Ирина Шейк, а также такие спортсмены, как Криштиану Роналду, Серхио Рамос и другие.
Некоторые дизайнеры, которые демонстрируют свои коллекции на Mercedes-Benz Fashion Week Madrid: Давид Дельфин, Хуан Дуйос, Адольфо Домингес, Andrés Sardá, Aristocrazy, TCN, Хуанхо Олива.